# Ḍād
Pour les articles homonymes, voir DAD.
Ḍād (en arabe ضَاد, ḍād, ou simplement ض) est la 15e lettre de l'alphabet arabe.
Cette lettre semblait sans équivalent dans les langues de l'antiquité, à tel point que la langue arabe a été qualifiée de langue du Ḍād.
Sa valeur numérique dans la numération Abjad est 800 dans la variante orientale et 90 dans la variante occidentale (au Maghreb).
Son caractère Unicode est 0636.